# Karyme Lozano
Karyme Lucia Lozano (Cidade do México, 3 de abril de 1977) é uma atriz mexicana. Ela apareceu na terceira capa de Los 50 Más Bellos da revista People En Español. Karyme já foi nomeada em importantes prêmios da televisão mexicana como Melhor Atriz, incluindo Prêmio TVyNovelas e Las Palmas de Oro.

## Biografia
Desde pequena Karyme adorava cantar, dançar e atuar. Seus estudos foram realizados no colégio Americano; contudo ela teve aulas com o diretor José Luis Ibáñez e se deu conta de que cada vez mas gostava de atuar e que essa era sua verdadeira profissão, situação que comprovou ao formar parte do Centro de Educação Artística da Televisa o (CEA).
Sua primeira oportunidade foi atuando na telenovela Volver a empezar de 1994 e dai em diante, Karyme ganhou um lugar importante no mundo das telenovelas como Si Dios me quita la vida, Pueblo chico, infierno grande, Tres mujeres, esta última foi a telenovela que ela teve sua primeira protagonista, junto a Erika Buenfil e Norma Herrera, produzida e dirigida por Raúl Araiza, tendo um grande sucesso e repercussão.
Karyme também interpretou um bom papel como vilã na telenovela El Manantial que foi produzida por Carla Estrada, tendo como protagonistas a atriz Adela Noriega e o ator Mauricio Islas. Em  2003 protagonizou a telenovela Niña... amada mía, onde uma vez mas mostrou seu grande talento, dividiu cenas com Sergio Goyri, Ludwika Paleta e Eric del Castillo. No ano de 2005 com a rede americana Univisión, ela gravou a telenovela Soñar no cuesta nada a lado de Ariel López Padilla. Ao final de 2006,inicio de 2007 protagonizou a telenovela Amar sin límites, com sua personagem 'Azul' ao lado de Valentino Lanus. Ainda em 2007 gravou seu disco 'Prohibido' tendo como produtor Emilio Estefan, ela canta o tema de Azul e Diego na 2ª faze da telenovela, que esta incluído em seu cd (faixa 12 Amar sín limite), lançou o single Eres Prohibido com um clipe bem ousado.
Ela incursionou no teatro com a obra Cenicienta y en Vaselina interpretando Sonia, mas o grande público também testemunhou sua atuação com o filme Bandido em 2004. Ela Também participou do filme Desnudos em 2004, onde realizou algumas cenas de nudez no qual assegurou que mas que um corpo nu, foi um filme em que a alma estava livre.
A talentosa atriz mudou seu trabalho na televisão depois da maternidade, já que apesar de ser jovem ela tem uma filha de nome Angela, com o ator Aitor Iturrioz. No ano de 2009, personificou a personagem Ana Ultrajada no terceiro capitulo da segunda temporada de Mujeres asesinas a lado da atriz Elsa Pataky.

## Filmografia

### Televisão
| Ano     | Título                        | Personagem                                                                           | Notas                                 |
| ------- | ----------------------------- | ------------------------------------------------------------------------------------ | ------------------------------------- |
| 1994-95 | Volver a empezar              | Liliana                                                                              | Antagonista                           |
| 1995    | Si Dios me quita la vida      | Esther "Teté" Román Sánchez                                                          |                                       |
| 1996    | Confidente de secundaria      | Marilú                                                                               |                                       |
| 1997    | Pueblo chico, infierno grande | Braulia Felícitas María de la Salud Serna                                            |                                       |
| 1997    | El secreto de Alejandra       | Vanessa                                                                              |                                       |
| 1997    | Mujer, casos de la vida real  |                                                                                      |                                       |
| 1999-00 | Tres mujeres                  | Fátima Uriarte Saraldi                                                               | Protagonista                          |
| 2001-02 | El manantial                  | Bárbara Luna Ramírez                                                                 | Antagonista                           |
| 2003    | Niña amada mía                | Isabela Soriano Rivera                                                               | Protagonista                          |
| 2005-06 | Soñar no cuesta nada          | Emilia Olivares Alvarez                                                              | Protagonista                          |
| 2006–07 | Amar Sin Límites              | Azul Toscano/Azucena                                                                 | Protagonista                          |
| 2009    | Mujeres Asesinas              | Ana Beltran                                                                          | Episódio: "Ana y Paula, ultrajadas"   |
| 2012    | El talismán                   | Mariana Aceves de Ibarra                                                             |                                       |
| 2013-14 | Quiero amarte                 | Amaya Serrano Martínez vda. de Espinoza de Montesinos/ Florencia Martínez de Serrano | Protagonista                          |
| 2017    | Kevin Can Wait                | Maritza                                                                              | Série na televisão dos Estados Unidos |
| 2022-23 | Mi secreto                    | Daniela Estrada de Lascuráin                                                         | Co-Protagonista                       |
| 2023-24 | Minas de pasión               | Aleida Cervantes / de Roldán                                                         | Co-Protagonista                       |
| 2024    | Mi amor sin tiempo            | Renata Gamboa de Méndez                                                              | Co-Protagonista                       |
| 2025    | Me atrevo a amarte            | Diana Paz Aguilar de Pérez-Soler / Diana Paz Romero                                  | Co-Protagonista                       |

### Cinema
| Ano  | Título                   | Personagem            | Notas    |
| ---- | ------------------------ | --------------------- | -------- |
| 2003 | El hecho imposible       |                       | Filme    |
| 2003 | Ladies' Night            | Policewoman           | Filme    |
| 2004 | Desnudos                 | Diana                 | Filme    |
| 2004 | Bandido                  | Rosalía               | Filme    |
| 2009 | Pepe & Santo vs. América | Isabel                | Filme    |
| 2012 | Cristiada                | Doña María del Río    | Filme    |
| 2014 | Hijo de Dios             | Santa Claudia Prócula | Dublagem |

## Ligações Externas
- Twitter Oficial
- Site oficial de Karyme Lozano
- Karyme Lozano em Esmas.com
- Karyme Lozano. no IMDb.